# Duach Ladhgrach
Dui Ladrach, figlio di Sirlám (... – ...), è stato, secondo la leggenda e la tradizione storica irlandese medievale, re supremo d'Irlanda.

## Biografia
Aiutò suo padre a uccidere il re supremo Art mac Lugdach, e poi aiutò Airgetmar a prendere il trono, uccidendo Ailill Finn e Eochu mac Ailella, rispettivamente figlio e nipote di Art. Alla fine il figlio di Eochu, Lugaid Laigdech, uccise Airgetmar, e Dui prese per sé il potere, regnando per nove anni, dopodiché fu ucciso proprio da Lugaid. Il Lebor Gabála sincronizza il suo regno con quello di Artaserse III di Persia (358-338 a.C.).. Goffredo Keating data il suo regno dal 547 al 537 a.C.,  gli Annali dei Quattro Maestri dal 748 al 738 a.C.